# 武乙
武乙（ぶいつ）は殷朝の第27代王。

## 史書に書かれた武乙
史記の記述によれば、武乙は、無道であった。例えば、「天神」と名を付けた手作り人形を作り、その人形と博打をして、その人形が負けると罵った。また、その傍ら天に向かって矢を放つということもした。最期は、武乙は黄河と渭水の間の土地で狩猟をしているときに雷に打たれて、手の施しようも無いまま即死したとされている。
白川静は、武乙の時代は帝辛等の祖先神を祭祀するそれとは違い、自然神の祭祀が主であり、史記の武乙についての記述は不可解であるとした上で、武乙の説話を雷による震死により造作されたものや、当時の信仰への葛藤の現われとする見解を述べている。
竹書紀年によると周の季歴と同時代の人物であり、参朝した季歴が武乙より土地と馬と玉を賜ったらしい。